# Kathèkon
Pour les articles homonymes, voir Katechon.
Kathekon (du grec ancien καθῆκον, au pluriel kathekonta, καθήκοντα) est un concept stoïcien créé par Zénon de Kition. Il peut être traduit par « action appropriée », « action convenant (à la nature) », « fonction propre »  ou encore, compte tenu de sa réception chez les Latins, « devoir ». Le terme a été traduit en latin par officium chez Cicéron, et par convenientia chez Sénèque. Les kathekonta sont couplés, dans la morale stoïcienne, avec les katorthômata, ou « actions droites ». Selon les stoïciens, l'homme (et tous les êtres vivants) doivent vivre en accord avec la nature (phusis), ce qui est le premier sens du terme kathekon.

## Kathekontaetkatorthômata
Chaque être vivant (qu'il soit animé ou non), selon les stoïciens, réalise des actions conformes à sa propre nature. Les katorthômata (κατορθὠματα) sont pour eux les actions droites, dérivées de l'orthos logos (raison ; aussi teleion kathekon : un kathekon parfait, achevé). Selon eux, le sage réalise nécessairement des katorthômata, c'est-à-dire des kathekonta dotés de vertu ; ce qui distingue ces deux sortes d'actions n'est pas, pour eux, la nature de l'acte, mais la manière dont il est fait. Ainsi, dans des circonstances exceptionnelles, un sage (idéal presque impossible à atteindre pour les stoïciens) pourrait réaliser des katorthômata qui, selon des critères ordinaires de moralité, seraient jugés monstrueux (par exemple, avoir des relations incestueuses avec sa fille, si le destin de l'humanité est en jeu ; ou encore s'automutiler).
La morale stoïcienne est complexe et comporte plusieurs niveaux hiérarchiques. Au premier d'entre eux, celui de l'homme ordinaire, nous devons réaliser les actions qui correspondent à notre propre nature (kathekonta). Mais, selon la conception stricte de la morale propre aux stoïciens, les actions de l'homme ordinaire sont toujours insensées (ἁμαρτήματα hamartemata « fautes » ou peccata), alors que les actions du sage sont toujours des katorthômata, des actions droites. Le sage agit en vue du bien, alors que l'être ordinaire agit seulement en vue de sa propre survie. Le sage et l'insensé, toutefois, agissent tous les deux en accord avec leur propre nature (cette conception est proche de celle de Spinoza).

## Les choses indifférentes (adiaphora)
Entre les kathekonta et les katorthômata, les stoïciens distinguaient un troisième niveau, intermédiaire, dénommé mesa kathekonta, qui se rapportaient aux actions indifférentes (ni appropriées, ni bonnes, ni mauvaises). Celles-ci incluraient: demeurer en bonne santé, respecter ses parents, etc. Para to kathekon, ou les actions contraires aux actions appropriées, seraient l'inverse de ce type d'action (insulter ses parents, etc.). Les actions intermédiaires se réfèrent aux « choses indifférentes » (adiaphora), ni bonnes ni mauvaises, mais qui peuvent être utilisées avec convenance, ou de manière appropriée. Celles-ci incluent, par exemple, la richesse, la santé, la célébrité, etc. Elles ne sont toutefois pas exclues du domaine de la moralité, comme il pourrait le sembler. Ainsi, dans De finibus bonorum et malorum , Cicéron écrit que lorsqu'un sage agit dans la sphère des « choses indifférentes », il agit toujours d'une manière appropriée à sa nature. 

## Intentionnalité et perfection
L'intentionnalité joue un rôle important dans l'éthique stoïcienne: la moralité de l'acte ne réside pas dans l'acte lui-même, mais dans l'intentionnalité qui y préside, et dans la manière dont celui-ci est réalisé ; en d'autres termes, dans l'agent lui-même. Stobée rappelle ainsi la définition stoïcienne du kathekon : ὃ πραχθὲν εὔλογον ἀπολογίαν ἔχει, "ce qui, une fois qu'il a été fait, a une justification raisonnable" (ou, comme traduit Cicéron dans De finibus, II, 58, "probable", probabile). Cicéron écrit un peu plus loin : quod autem ratione actum est, id officium appellamus ; est igitur officium eius generis, quod nec in bonis ponatur nec in contrariis, "or ce qui a été accompli en vertu de la raison, voilà ce que nous appelons un convenable. Donc le convenable appartient au genre des choses qui ne se classent ni parmi les biens, ni parmi leurs contraires" .
Les stoïciens ont aussi distingué kathekon et katorthôma en disant que ces derniers étaient des kathekonta qui « « possédaient tous les nombres » (pantas apechon tous arithmous), une expression stoïcienne désignant la perfection. Selon Long & Sedley, cette métaphore provient de l'harmonie musicale. 
Un tel katorthôma est fait en harmonie avec toutes les vertus, alors que l'homme ordinaire ne peut agir que conformément à une vertu, mais pas avec toutes à la fois. Les stoïciens croyaient en effet que toutes les vertus étaient imbriquées les unes dans les autres, et que les "actions droites" les embrassaient tous.